# Porthcawl
Porthcawl er en by og community i Bridgend County Borough i Wales. Den ligger på sydkysten omkring 40 km vest for Cardiff og 31 km sydøst for Swansea. I 2011 havde den 16.005 indbyggere.
historisk var countiet en del af Glamorgan. Den ligger på South Wales' kyst med udsigt over Bristolkanalen. Den blev udviklet som kulhavn i 1800-tallet, men den blev hurtigt overhalet af andre havne som Barry. Nordvest for byen i sandklitterne kendt som Kenfig Burrows ligger resterne af Kenfig Castle.